# Chorizanthe wheeleri
Chorizanthe wheeleri är en slideväxtart som beskrevs av S. Wats.. Chorizanthe wheeleri ingår i släktet Chorizanthe och familjen slideväxter. Inga underarter finns listade i Catalogue of Life.